# 松田愁
松田 愁（まつだ しゅう）は日本の漫画家。

## 来歴
松江名俊の「1番弟子」として、「天蒼軌道アルヴァドリング」のウェブ連載でデビューした。

## 作品リスト
- 天蒼軌道アルヴァドリング（小学館）